# Има-Иб

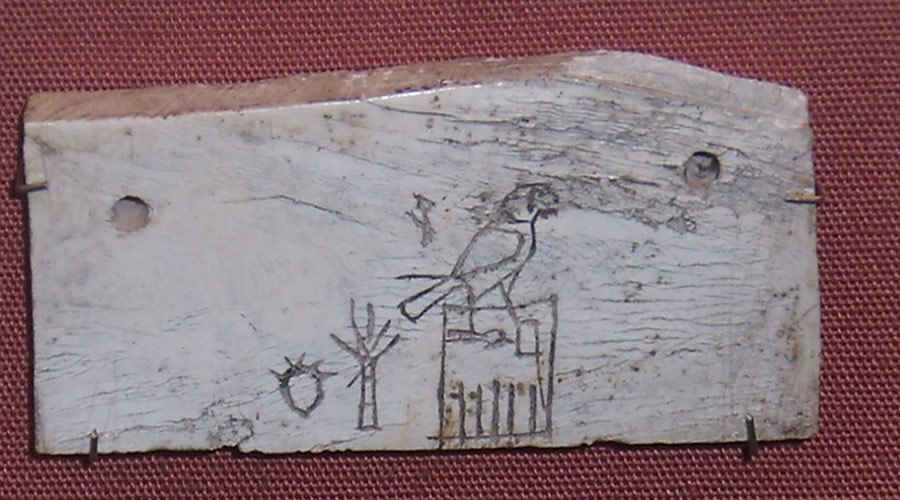
Има-Иб в иероглифах (два символа слева от имени Хор Аха)

Има-Иб (также Бенер-Иб, Бенер-Аб, Бенериб, Бенераб) — имя лица, жившего около 2900 года до н. э., приближённого фараона Хор-Аха I династии.
Открыл имя французский археолог Амелино при раскопках некрополя Умм эль-Кааб (Абидос), Флиндерс Питри прочитал его как «Бенераб» (англ. Benerab).
Уолтер Эмери передал имя в своей книге как «Бенериб» (англ. Benerib) и перевёл «Сладкая сердцем» (англ. sweetheart).
Новейшие египтологические прочтения: Питер Каплони как «Има-Иб», перевод «Быть приятным сердцу». Различные авторы считают Има-Иб женой (Эмери) или дочерью (Каплони) Хор Аха, однако на сохранившихся фрагментах нет никаких титулов.
Сохранились несколько объектов:
1. Гребень с именами: фараона Хор-Аха и Има-Иб. Найден Ф. Питри в Абидосе.
2. Ярлык с именами фараона Хор-Аха и Има-Иб. Найден при раскопках в Абидосе.
3. Различные объекты из слоновой кости: с именами Хор-Аха и Има-Иб. Хранятся в музеях Каира, Питтсбурга, Кембриджа. Найдены также в Абидосе.
4. Каменный сосуд с именами фараона Хор-Аха и Има-Иб, найденный Амелино в Абидосе, и хранится в Лувре.
5. Оттиск печати с именем Има-Иб, найденный в Саккаре.